# Dinochloa pubiramea
Dinochloa pubiramea är en gräsart som beskrevs av James Sykes Gamble. Dinochloa pubiramea ingår i släktet Dinochloa och familjen gräs.
Artens utbredningsområde är Filippinerna. Inga underarter finns listade i Catalogue of Life.